# Kung-fu-sió
Kung-Fu-Sió (xinès: 功夫; pinyin: Gōngfū), també coneguda pel nom en anglès Kung Fu Hustle, és una comèdia d'acció de Hong Kong de l'any 2004, dirigida, produïda i protagonitzada per Stephen Chow. Altres productors van ser Po Chu Chui i Jeffrey Lau, mentre que el guió va ser escrit per Xin Huo, Chan Keung Man i Kan-Cheung Tsang.
Situat en Cantó, la Xina, en la dècada de 1940 en una ciutat governada per la Colla de la destral, la història gira entorn de Sing (Chow), que desesperadament vol ser membre. S'ensopega en un barri pobre governat pels propietaris excèntrics que resulten ser els majors mestres de kungfu, que estan encoberts. El repartiment compta amb estrelles com Yuen Wah, Yuen Qiu, Chan Kwok Kwan Danny i Bruce Leung en funcions prominents.

## Argument
L'acció transcorre a la Xina, en els anys quaranta. La "colla de la destral", un poderós grup mafiós, dirigeix gran part de la ciutat fins al punt de controlar a la policia. El seu cap és un neuròtic que gaudeix matar i ballar. D'altra banda, Sing i el seu company són dos joves que viuen al carrer de la millor forma possible, sense treballar en res honrat. La seva intenció és entrar alguna vegada en la colla de la destral, però el destí no els sembla somriure. Finalment, estan els habitants del carreró de la porcatera, un edifici als afores on gent pobra viu en pau. Els amos de l'edifici, l'amo i la mestressa dirigeixen el lloc, entre la irascibilitat d'ella i les bromes d'ell.
Un dia, Sing i el seu amic es fan passar per membres de la colla de la destral en el carreró de la porcatera per a aprofitar-se dels vilatans, la qual cosa acaba desembocant en què la colla de la destral veritable arriba al lloc i comencen a atacar a la gent. No obstant això, la intervenció de tres dels veïns aconsegueix fer que els mafiosos es vegin obligats a marxar. Es tracta de Rosquilla, el forner (expert en la lluita amb el bastó de bambú, Vuit trigrames), el sastre (lluitador amb anells de ferro als seus braços, Punys de ferro) i el mosso de càrrega (especialista en lluita cos a cos amb puntades, Dotze puntades). Després de la lluita, la mestressa els aconsella que marxin si no volen atreure més problemes sobre el veïnatge, ja que la colla de la destral segurament tornaran. Ells acorden fer-ho.
D'altra banda, el cap de la colla de la destral decideix perdonar a Sing i el seu amic (als quals va capturar després de la baralla per a donar-los un escarment per suplantar-los), ja que aquest posseeix habilitats notables per a obrir cadenats i els demana una prova que mereixen estar en la banda. Per això decideixen anar a venjar-se dels del carreró de la porcatera assassinant a la mestressa, però la seva ineptitud amb les armes i l'aparició de la dona frustra novament les seves intencions. Després de fugir de la porcatera, Sing es reuneix amb el seu amic, qui se sorprèn en veure que en pocs minuts han sanat les ferides rebudes en la porcatera, cosa a la qual Sing resta importància; després d'això relata al seu amic com en la seva infància va perdre interès en el camí del bé després de ser estafat per un rodamon qui li va assegurar tenia el potencial d'un guerrer prodigi, si practicava i aconseguís desbloquejar el flux de la seva Chi, convencent-ho de comprar-li un manual de Kung Fu de l'estil de La Palma de Buda, amb el qual va practicar i va intentar defensar a una nena muda d'uns nois, però va resultar colpejat i humiliat.
A més, el cap dels Destrals contracta dos assassins a sou perquè acabin amb els tres herois del carreró de la porcatera. L'estil d'aquests consisteix en una tècnica musical, en la qual, usant un gran instrument de corda, el guqin, són capaços de llançar ràfegues d'aire que tallen com a espases. Després d'una baralla en la qual acaben amb els tres esmentats habitants del veïnatge, les hi han de veure amb l'amo, expert en Tai Chi Chuan i alguna cosa després amb la seva enfurida esposa, que mostra la seva tècnica de lluita més devastadora, el rugit del lleó, un potent crit que ho destrossa tot al seu pas. Novament frustrats els plans de destruir el carreró de la porcatera, els amos del lloc acaben revelant que la seva veritable identitat és la de "Romeo Kung" i "Julieta Fu" dos antics grans lluitadors de kungfu, que van decidir retirar-se per a buscar tranquil·litat després de la mort del seu fill en una baralla. Després de ser colpejat per un oficinista a qui va intentar espantar, Sing es rescabala atacant i robant a una noia muda que manejava un carret de begudes i gelats. Per llengua de signes aquesta li fa comprendre que és la nena que anys enrere va intentar defensar i que no ho ha oblidat, però Sing refusa sortir del seu paper de vilà preferint ignorar-la i fugir amb els diners de la noia, encara que la seva consciència li remossega per això. Posteriorment furiós amb si mateix insulta al seu amic, l'amenaça perquè se separi d'ell i torni a la vida honrada pel que queda només.
Després del seu últim fracàs, el cap de la colla de la destral crida a Sing i li assigna la missió de treure d'un hospital psiquiàtric a Esperit Nefast del Núvol Vermell, el més perillós assassí de tots els temps, també conegut com "La Bèstia", perquè acabi amb els amos. Aquests al seu torn van al seu encontre en el local pertanyent a la banda. Després d'una llarga baralla on Nefast/La Bèstia fereix greument a la parella, els amos només se salven gràcies al fet que Sing en últim moment canvia de bàndol i provoca a Nefast donant-los temps d'escapar mentre aquest el colpeja gairebé fins a la mort. Després de fugir al carreró de la porcatera, emportant-se al noi en agraïment per intentar protegir-los, intenten salvar la seva vida amb medicina tradicional, descobrint en el procés que els cops de l'assassí han desbloquejat el flux de la Chi de Sing, cosa que li permet alliberar el seu potencial i aconseguir un nivell de combat inimaginable, demostrant que el captaire que va conèixer en la seva infantesa deia la veritat i era un prodigi de les arts marcials: "el triat".
Així doncs, quan Nefast/La Bèstia, ara al comandament dels Destrals després de matar al seu cap, arriba a la Porcatera, Sing aconsegueix acabar amb tots els sicaris, enredant-se després en una baralla amb l'assassí en la qual, gràcies a la seva velocitat i estil poc ortodox, aconsegueix prendre l'avantatge; però obliga Nefast a usar la seva tècnica més poderosa, La Granota de l'escola de Kwan amb la qual aconsegueix enviar-ho d'un cop fins al cel. Però Sing aprofita l'impuls i contraataca amb la Palma que cau del cel, l'atac més poderós del manual que rebés de nen i que els amos reconeixen com l'estil de baralla de l'escola de la Palma de Buda, el Kung-*fu més poderós de tots, ara perdut i desconegut. L'atac resulta devastador i deixa una gran marca en forma de mà gegant en el lloc on cau, obligant Nefast/La Bèstia a demanar clemència i rendir-se per a evitar ser impactat pel cop.
Nefast/La Bèstia intenta atacar a Sing a traïció, però aquest demostra estar sempre alerta i, així i tot, aquest està disposat a ensenyar-li el seu estil. Després de veure no sols el poder, sinó l'esperit noble de Sing, Nefast/La Bèstia ho reconeix com un genuí mestre i un guerrer superior. Així s'acaba el crim organitzat en la zona, Sing es reconcilia amb el seu millor amic i tots dos obren una botiga de dolços, retrobant-se amb la noia que va conèixer sent nen, ara com una persona honrada i disposat a acceptar els seus veritables sentiments. Finalment, s'observa com el rodamon ha trobat un nen, client de la botiga de Sing, al qual reconeix com el següent prodigi, per la qual cosa li ofereix el manual de la palma budista, però aquest no mostra interès. Quan està a punt d'anar-se'n, el rodamon li diu que esperi, que si no li interessava aquest, tenia molts més, mostrant diversos manuals del mateix estil que el de la palma budista, però d'altres tècniques.

## Repartiment
- Stephen Chow com Sing.
- Huang Shengyi com Fong.
- Chan Kwok-Kwan com a Germà Sum.
- Yuen Wah com Romeo Kung.
- Yuen Qiu com Julieta Fu.
- Leung Siu-Lung com La Bèstia.
- Lam Tze Chung com Bone (Company de Sing).
- Tin Kai-Man com a Assessor del Germà Sum.
- Chiu Chi-ling com Sastre.
- Dong Zhihua com a Rosquilla.
- Xing Yu com Coolie el carregador.
- Eva Huang com Fong la venedora muda.
- He Wen Hui com Jiang Bao l'estilista.
- Kai Shi Chen com Jane Dientes de Conill.
- Kang Xi Jia com Arpista #1.
- Hark-On Fung com Arpista #2.
- Yuen Cheung-Yan com a Captaire.
- Suet Lam com a General Colla Destral.
- Feng Xiaogang com a Cap Colla Cocodril.

## Producció
Després de dirigir l'èxit comercial de Shaolin Soccer, Columbia Pictures va començar a desenvolupar la pel·lícula l'any 2002. La pel·lícula recorre a una gran quantitat d'efectes visuals per a promoure el kung-fu. L'estil de dibuixos animats de la pel·lícula acompanyat de música tradicional xinesa se cita sovint com la seva característica més cridanera. Encara que en el vídeo promocional es mostra el retorn d'un nombre de jubilats actors de Hong Kong del cinema d'acció de 1970, està en marcat contrast amb altres pel·lícules d'arts marcials de la mateixa època que han fet major impacte a Occident, com Wò hǔ cáng lóng i Héroe.

## Estrena i recepció
La pel·lícula es va estrenar el 23 de desembre de 2004 a la Xina, i el 25 de gener de 2005 als Estats Units. La pel·lícula va rebre comentaris molt positius amb Rotten Tomatoes donant un 90% i Metacritic un 78 sobre 100. La pel·lícula va ser un èxit comercial, ja que va recaptar US $ 17 milions als Estats Units i US $ 84 milions en països estrangers, en total USD $ 101 milions. La pel·lícula va ser la més taquillera en xifres brutes en la història de Hong Kong i la dècima més alta en xifres brutes com a pel·lícula en llengua estrangera, així com la més taquillera en llengua estrangera als Estats Units en 2005. La pel·lícula va guanyar nombrosos premis, inclosos els Hong Kong Film Awards i els Premis Cavall Daurat. La pel·lícula va revitalitzar l'interès dels mitjans en la franquícia, i una seqüela de Kung Fu Sion 2 es va planejar per a 2012, encara que finalment no es va realitzar.

## Banda sonora
La majoria de les cançons van ser compostes per Raymond Wong i interpretades per l'Orquestra xinesa de Hong Kong.
Apareixen a més altres temes, com a cançons tradicionals xineses, o música clàssica, com la Dansa dels Sabres, d'Aram Jachaturián.